# Селница об Мури
Селница об Мури (словен. Selnica ob Muri) је насељено место у општини Шентиљ, Подравска регија, Словенија.

## Историја
До територијалне реорганизације у Словенији била је у саставу старе општине Песница.

## Становништво
У попису становништва из 2011. године, Селница об Мури је имала 1.078 становника.
| Број становника према пописима | Број становника према пописима | Број становника према пописима |
| ------------------------------ | ------------------------------ | ------------------------------ |
| 1991                           | 2002                           | 2011                           |
| 1.189                          | 1.077                          | 1.078                          |

Напомена: Године 1994. умањено за део насеља који је припојен насељу Врањи Врх. Године 2017. извршена је мала размена територије између насеља Селница об Мури и Цершак.